# فرانك ماهر (لاعب كرة قدم أمريكية)
فرانك ماهر (بالإنجليزية: Frank Maher)‏ هو لاعب كرة قدم أمريكية أمريكي، ولد في 8 مايو 1918 في ديترويت في الولايات المتحدة، وتوفي في 11 أبريل 1992 في توليدو في الولايات المتحدة.

## وصلات خارجية
- فرانك ماهر على موقع مرجع كرة القدم المحترفة.كوم (الإنجليزية)